# アメリカ公共放送社
アメリカ公共放送社（アメリカこうきょうほうそうしゃ、英語: Corporation for Public Broadcasting、略称：CPB）は、1967年にアメリカ合衆国連邦議会の法律によって設立され、公共放送を促進および支援するために連邦政府から資金提供を受けるアメリカ合衆国の非営利法人である。公共放送機構とも呼ばれている。その使命は、非営利の高品質コンテンツおよび通信サービスへの普遍的なアクセスを確保することである。それに必要な資金の70パーセント以上を1,400を超える地元所有の公共ラジオおよびテレビ局に分配することによって行われている。

## 歴史
公共放送社は、1967年11月7日にリンドン・ジョンソン大統領が「1967年公共放送法」（Public Broadcasting Act of 1967）に署名して設立された。この新しい組織は当初、National Educational Television（後のPBS）と協力して、1969年には民間グループとも話し合い、PBSを開始している。

### 公共ラジオ
1970年2月、CPBは公共ラジオ局ネットワークであるNPR（ナショナル・パブリック・ラジオ）を設立した。 PBSとは異なり、NPRはプログラミングを作成・配布する。

### 公共テレビ
1999年4月、テレビ関係ではアメリカ公共テレビ（American Public Television、略称：APT）という名称になった。もともと、1961年設立の東部テレビネットワーク（Eastern Educational Television Network、略称：EEN）に始まり、EENは1980年には地域間プログラム・サービス（Interregional Program Service、略称：IPS）にサービス名称を変更し、1992年にはアメリカン・プログラム・サービス（APS）とした。
2002年5月末、CPBは特別予算からの最初の資金調達を通じて、公共テレビ局がデジタル放送に移行するのを支援した。これは2009年までに完了した。

## 資金提供
CPBの年間予算は、ほぼ完全に連邦議会からの年間予算とその資金の利息から成り立っている。会社の予算の95％は、コンテンツ開発、コミュニティサービス、およびその他のローカルステーションとシステムのニーズに直接使用される。
2014会計年度の予算を例に取ると、総額は445.5M（M=百万）ドルで、これには0.5Mドルの利息が含まれている。資金の分配は次の通りであった。
- $222.78M（M=百万） - 地方公共テレビ局への直接助成金のため
- $74.63M - テレビ番組の助成金
- $69.31M - 各地の公共ラジオ局への直接交付金
- $26.67M - PBSサポート
- $22.84M - ラジオ番組と全国番組の制作と買収の助成金
- $22.25M - CPBの管理費用
- $7.00M - ラジオ・プログラムの資金

各公共放送局は、視聴者、財団、企業からの私的寄付の組み合わせにより資金提供されている。公共テレビの資金調達は、政府（すべてのレベル）と民間部門からほぼ同等の額で行われる。
CPBの資金を受け取る各局は、公開会議の開催または提供、公開財務記録、地元の顧問委員会、平等な雇用機会、および寄付者とその政治活動のリストなど、特定の要件を満たしている必要がある。
しかし、2025年7月に連邦議会が今後2年間の助成金を停止する歳出削減法案を可決し事業継続が難しくなったため同年8月1日、2026年に閉鎖することを発表した。当機構からの資金支援を失うPBS（テレビ公共放送サービス）やNPR (米国公共ラジオ放送)は寄付金などでの資金調達や運営継続を模索する。